# 熱爾庫夫
熱爾庫夫是波蘭的城鎮，位於該國中部，距離首府波茲南53公里，由大波蘭省負責管轄，面積2.03平方公里，2006年人口2,058。在第二次瓜分波蘭中，該鎮在1793年被納入普魯士王國管治範圍。
52°04′00″N 17°34′00″E / 52.06667°N 17.56667°E